# L'Enlèvement (X-Files)
Pour les articles homonymes, voir L'Enlèvement.
L'Enlèvement (Conduit) est le 4e épisode de la saison 1 de la série télévisée X-Files. Dans cet épisode, Mulder et Scully enquêtent sur l'enlèvement d'une jeune fille.
L'épisode a obtenu des critiques globalement favorables.

## Résumé
Dans un camping au bord du lac Okobogee à Sioux City dans l'Iowa, Darlene Morris est éblouie par une lumière aveuglante provenant de l’extérieur de son camping car. Quand elle sort, son fils Kevin affirme que sa sœur a disparu.
Malgré les réticences du chef de section Scott Blevins, Dana Scully et Fox Mulder se rendent sur place pour enquêter.

## Distribution
- David Duchovny (VF : Georges Caudron) : Fox Mulder
- Gillian Anderson (VF : Caroline Beaune) : Dana Scully
- Charles Cioffi (VF : William Sabatier) : le chef de section Scott Blevins
- Carrie Snodgress (VF : Marion Game) : Darlene Morris
- Donald  Gibb : Kip
- Michael Cavanaugh : le shérif Jack Withers
- Joël Palmer : Kevin Morris
- Taunya Dee (VF : Virginie Ledieu) : Ruby Morris
- Shelley Owens : Tessa Seers
- Akiko Morison : Leza Atsumi
- Don Thompson (VF : Marc Cassot) : Holtzman

## Production
Cet épisode a été filmé en Colombie Britannique, le lac Buntzen a servi en tant que lac Okobogee.

## Accueil

### Audiences
Lors de sa première diffusion aux États-Unis, l'épisode réalise un score de 6,3 sur l'échelle de Nielsen, avec 11 % de parts de marché, et est regardé par 9,2 millions de téléspectateurs.

### Critique
L'épisode obtient des critiques globalement favorables. Le site Le Monde des Avengers lui donne la note de 4/4. Keith Phipps, du site The A.V. Club, lui donne la note de B+. Le magazine Entertainment Weekly lui donne la note de B. John Keegan, du site Critical Myth, lui donne la note de 7/10.
Dans leur livre sur la série, Robert Shearman et Lars Pearson lui donnent la note de 1,5/5.